# Arzew
Arzew of Arzeu (Arabisch: أرزيو), in de Oudheid Arsenaria genoemd, is een havenstad in de Algerijnse provincie Oran, gelegen op ongeveer 35 kilometer van de stad Oran. Het is het bestuurlijk centrum van het gelijknamige district Arzew. De stad telde 66.720 inwoners bij de volkstelling van 1998.

## Geschiedenis
De stad werd oorspronkelijk bewoond door Berbers van de Ait Saïd (Wordt ook 'Bettiwa' genoemd) die in de 18e eeuw naar deze plek waren getrokken vanuit het Rifgebergte. In de Romeinse tijd werd de plaats Arsenaria of Portus Magnus ("grote haven") genoemd en vormde het een belangrijke exportplaats voor graan en zout. Uit die tijd zijn ruïnes, mozaïeken en kunstwerken teruggevonden, die zijn verplaatst naar het museum van het nabijgelegen Oran. Geograaf el-Bekri noemde de ruïnes Arzao in zijn beschrijving van Noord-Afrika uit 1068. In 429 en 430 werd de plaats verwoest door de Vandalen.
Nadat de islamieten de stad hadden veroverd duurde het nog tot 1162 tot de Almohaden de haven opnieuw aanlegden. Onder de Zianiden werd de haven hernoemd tot Marsa Ben Zian ("haven van de Zian-stam").
Op 10 juli 1833 werd de plaats, die toen kortweg bekendstond als Marsa ("haven"), vanuit Oran veroverd door Franse koloniale troepen. Na jaren van oorlog, die eindigden in de Vrede van Desmichels, werd Arzew onderdeel van de Frans-Algerije onder de Arabische spelling Arziou (Arziw) en Franse naam Arzowe. Op 12 augustus 1845 gaf koning Lodewijk Filips I van Frankrijk opdracht tot de aanleg van de plaats Arzew Le Port om op deze wijze te pogen mensen uit Europa (pied-noirs) naar de plaats te lokken voor de kolonisatie van het gebied. Op 31 december 1856 werd het een gemeente.
Tijdens Operatie Toorts in de Tweede Wereldoorlog vormde de stad een belangrijke plaats van actie. Tijdens de Algerijnse Oorlog stond er een van de Franse SDECE-CIPCGs (contra-guerrilla en pacificatie-instructiecentra van de Franse geheime dienst voor buitenlandse zaken).
Na de Algerijnse onafhankelijkheid in 1962 groeide de stad in de jaren 1960 en 1970 uit tot een belangrijke havenplaats en industriegebied, waar een gasraffinaderij (lng) werd gebouwd voor de export. De bestaande vissersvloot voor de lokale wateren bleef er ook actief. De belangrijkste concurrenten van de haven zijn Oran en Mostaganem.

## Demografie
| 1901  | 1954   | 1966   | 1977   | 1987   | 1998   | 2010   |
| ----- | ------ | ------ | ------ | ------ | ------ | ------ |
| 5.600 | 10.500 | 11.500 | 20.970 | 40.473 | 53.327 | 66.375 |

Wapen van de stad tijdens de koloniale periode
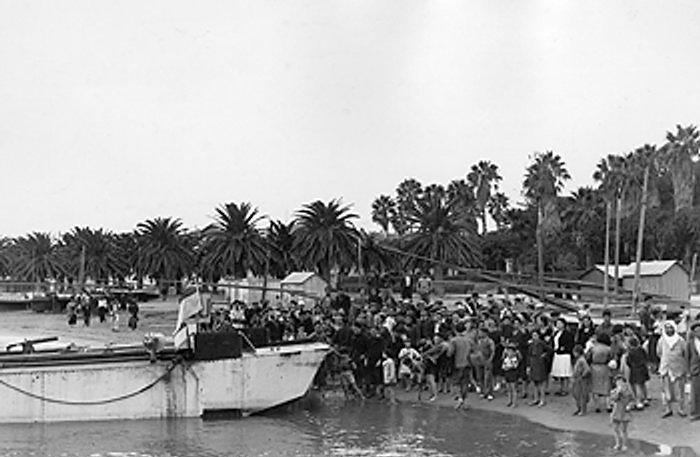
Inwoners van Arzew begroeten Amerikanen bij Operatie Toorts in november 1942